# Project Riese

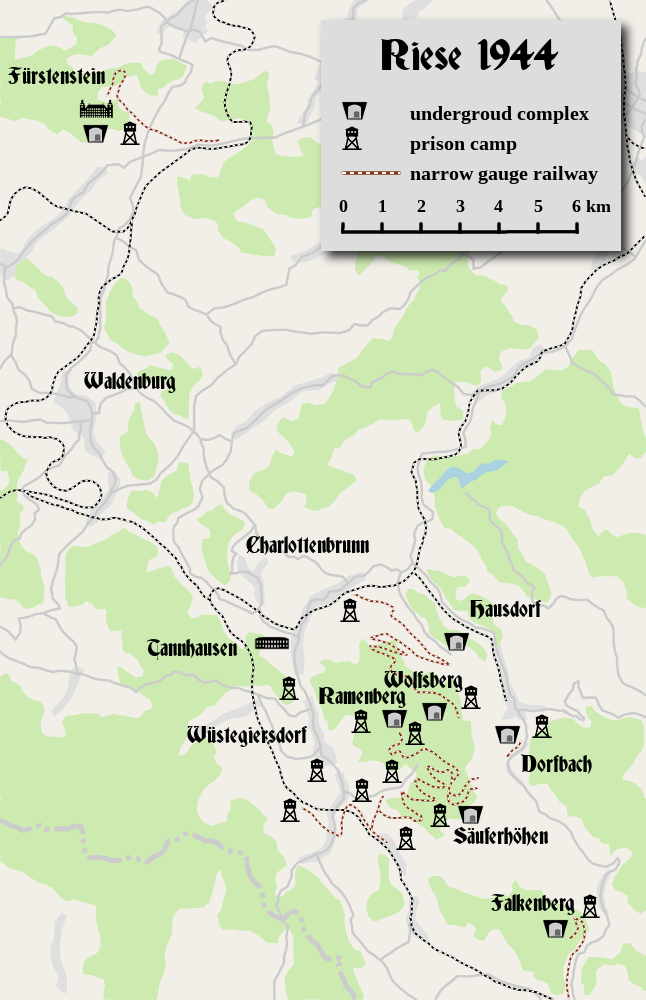
Project Riese.

Riese (Duits voor "reus") was de codenaam van een grootschalig en geheim bouwproject van nazi-Duitsland in Neder-Silezië (toen Duits grondgebied, nu deel van Polen). In het Uilengebergte en nabij Slot Fürstenstein lieten ze in 1943–45 zeven ondergrondse structuren uitgraven (tunnels en ruimtes). Het werk gebeurde door dwangarbeiders, krijgsgevangenen en werkkampers, van wie er velen stierven door ziekte en ondervoeding. Het geheime project is nooit afgewerkt: slechts een klein deel van de tunnels is bekleed met beton.

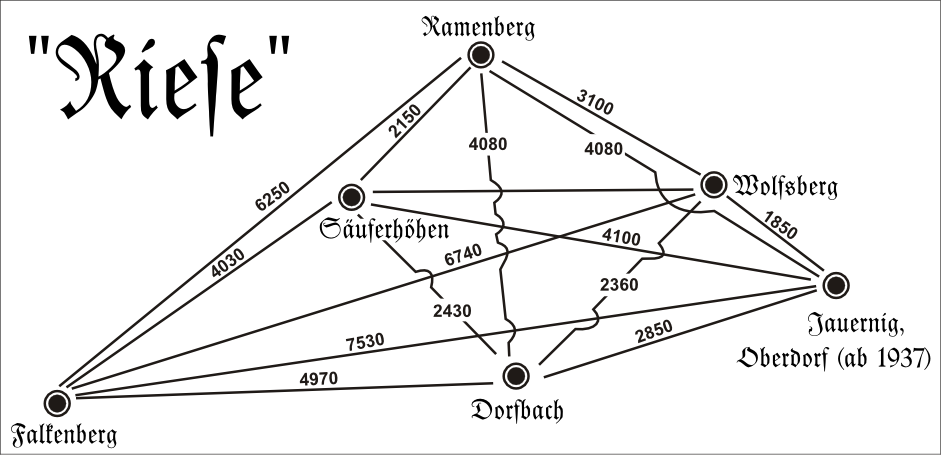
Plan van Riese

Het doel van het project blijft onduidelijk daar het nauwelijks gedocumenteerd was. Volgens sommige bronnen waren ze bedoeld als Führerhauptquartier. Anderen houden het op een combinatie van hoofdkwartier en wapenindustrie. Vergelijking met gelijkaardige complexen laat uitschijnen dat het kasteel geschikt was als hoofdkwartier maar dat de tunnels ondergrondse fabrieken moesten herbergen.

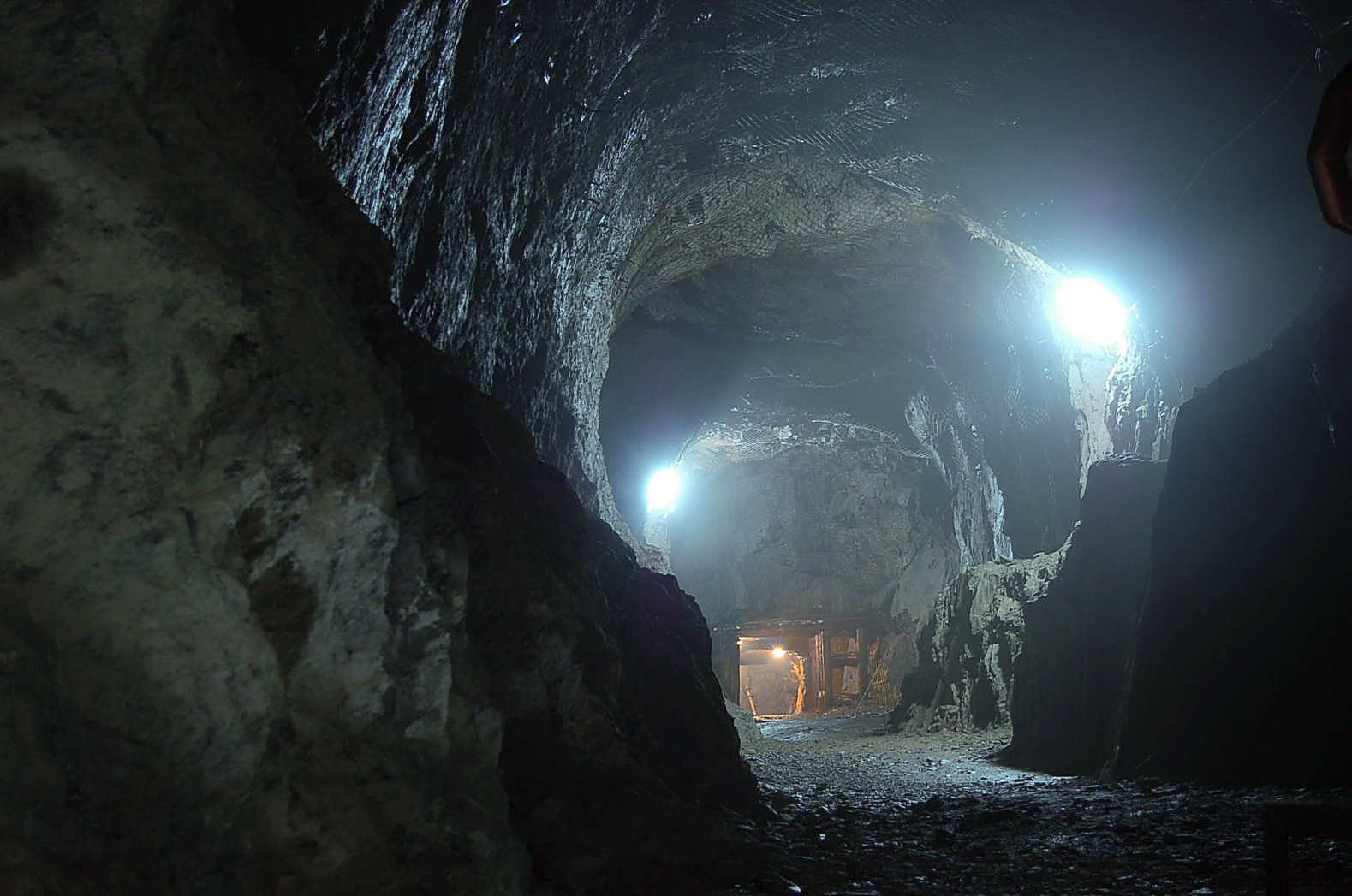
Osówka complex (onafgewerkt)
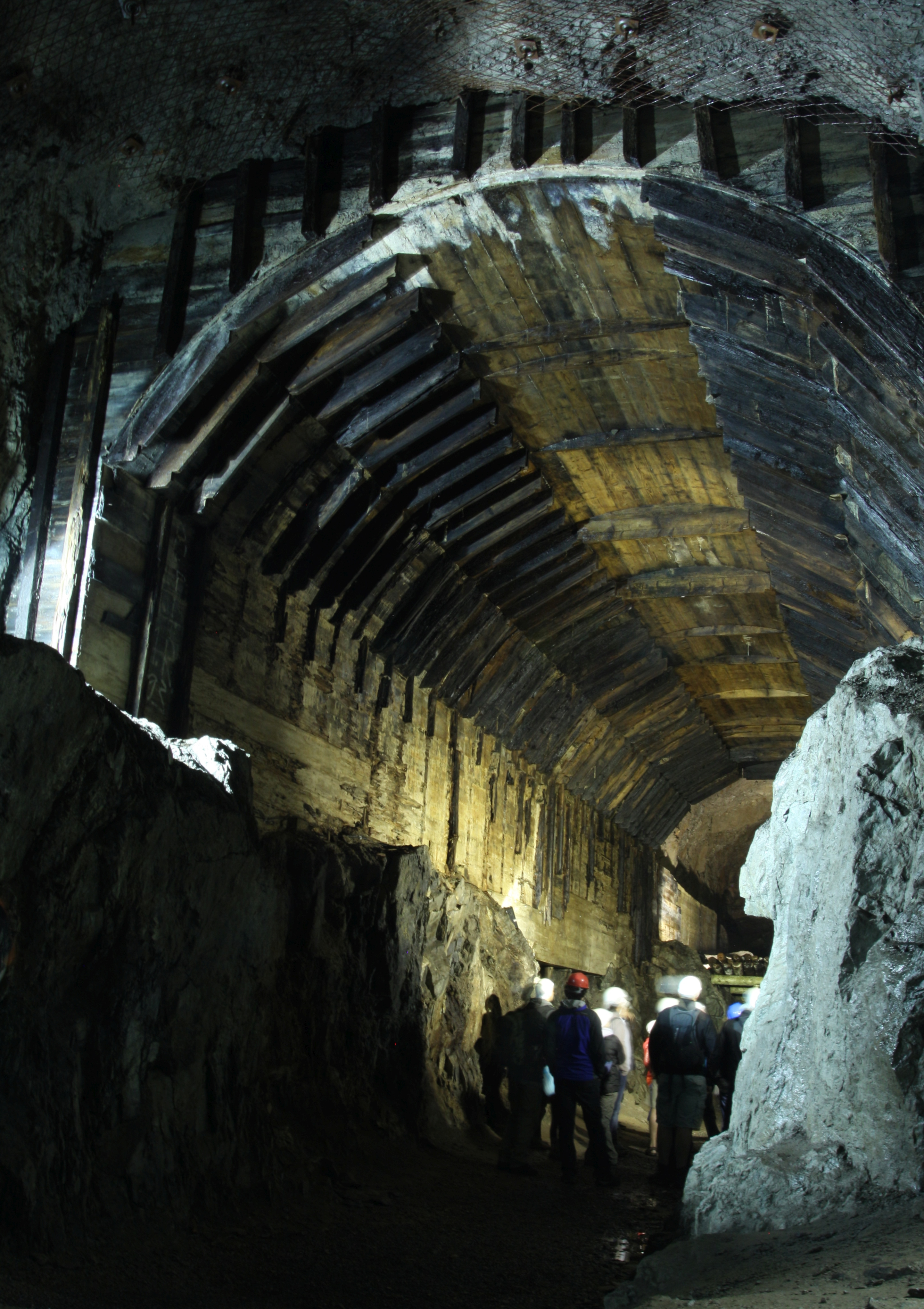
Osówka
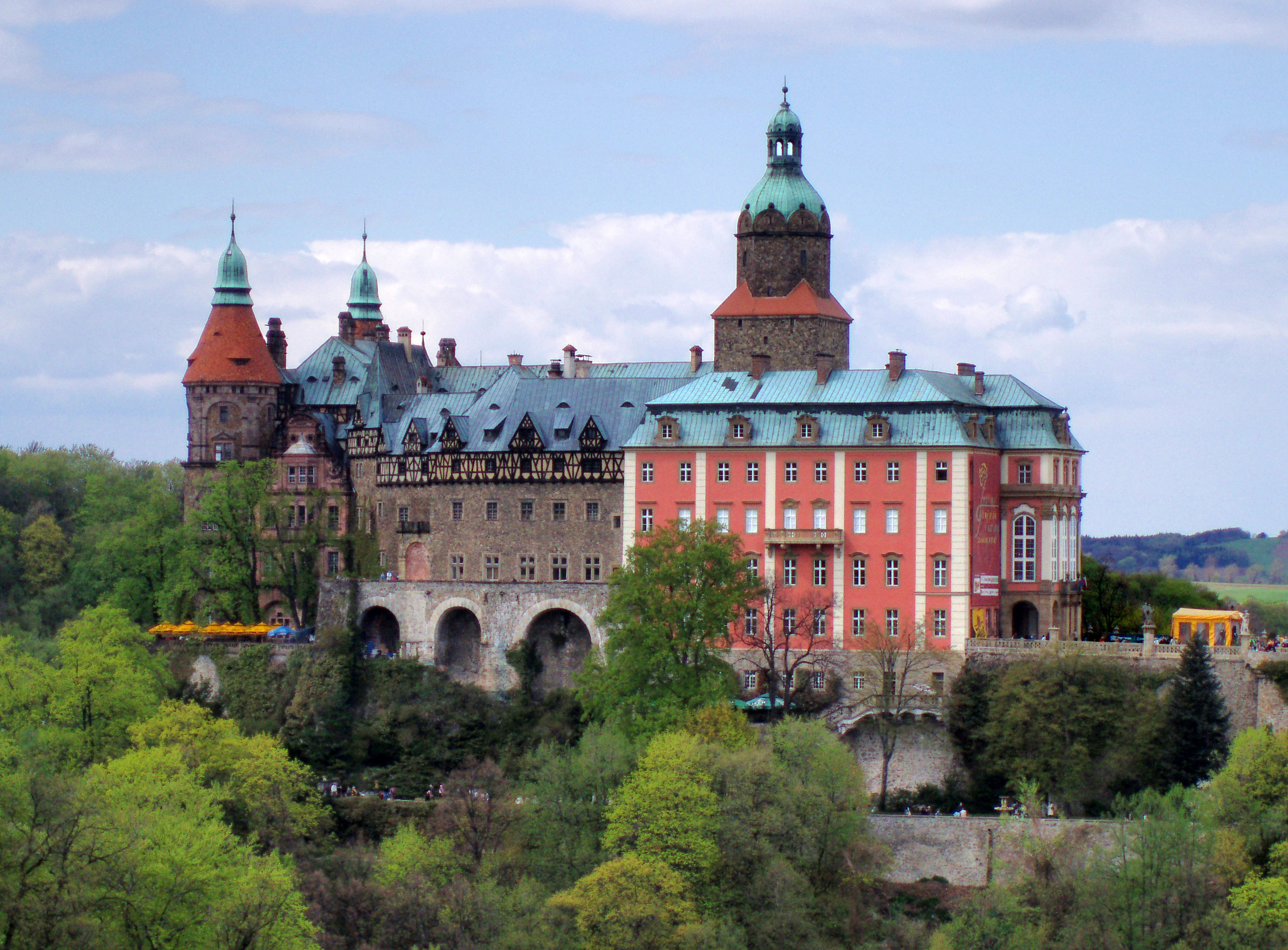
Slot Fürstenstein

Het Arbeitslager Riese telde verschillende kampen.
| Duitse naam                 | Poolse plaats           |
| --------------------------- | ----------------------- |
| AL Dörnhau                  | Kolce                   |
| AL Erlenbusch               | Olszyniec               |
| AL Falkenberg               | Sokoleč                 |
| AL Fürstenstein             | Książ                   |
| AL Kaltwasser               | Zimna Woda              |
| AL Lärche                   | Glinica                 |
| AL Märzbachtal              | Marcowy Potok (Glinica) |
| AL Sauferwasser             | Kłobia (Osówka)         |
| AL Schotterwerk             | Głuszyca Górna          |
| AL Tannhausen               | Jedlinka                |
| AL Wolfsberg                | Włodarz                 |
| AL Wüstegiersdorf           | Głuszyca                |
| AL Wüstewaltersdorf         | Walim                   |
| AL Zentralrevier Tannhausen | Jedlinka                |

De plattegronden van de verschillende complexen zien eruit als volgt:

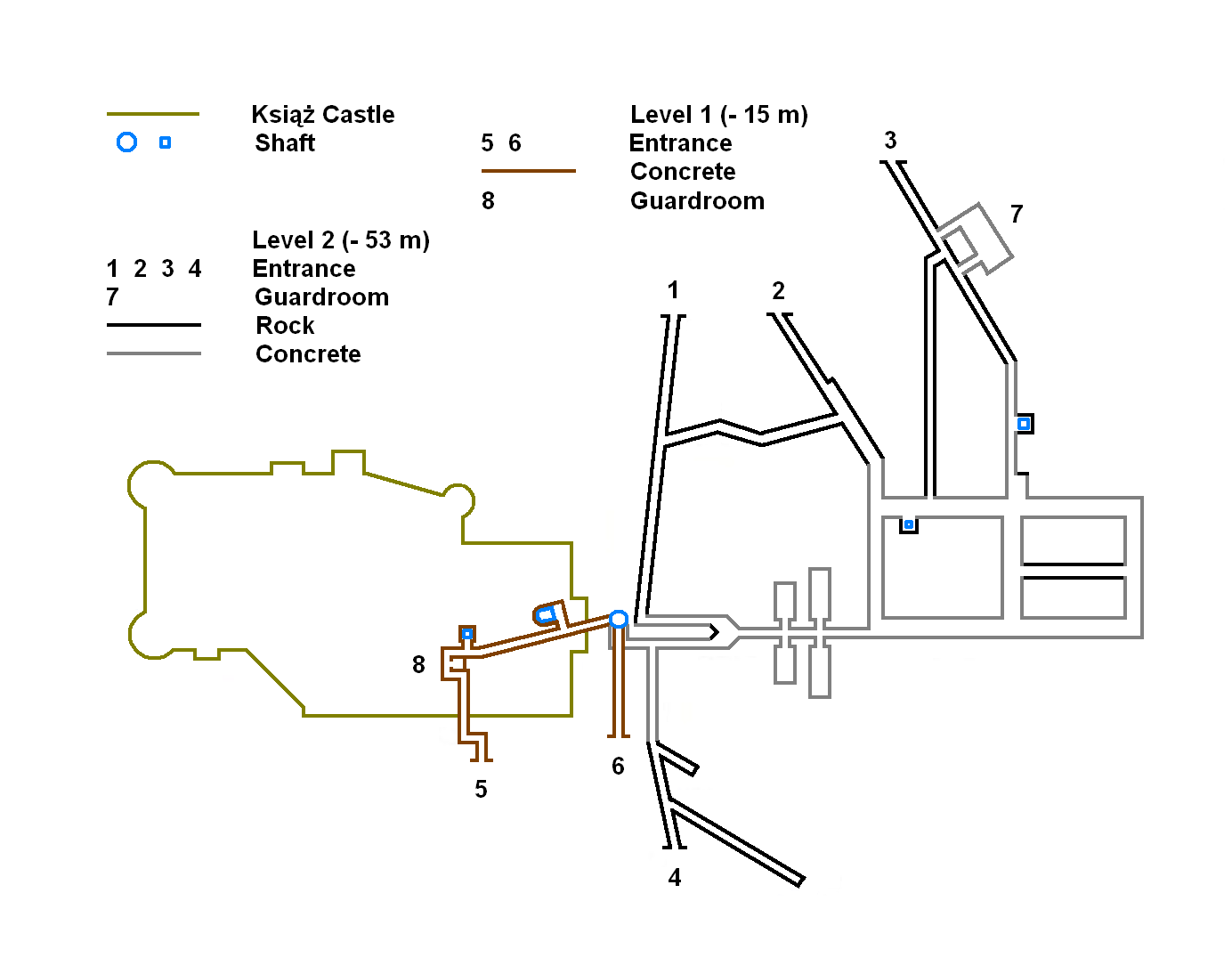
Plan complex Książ met kasteel
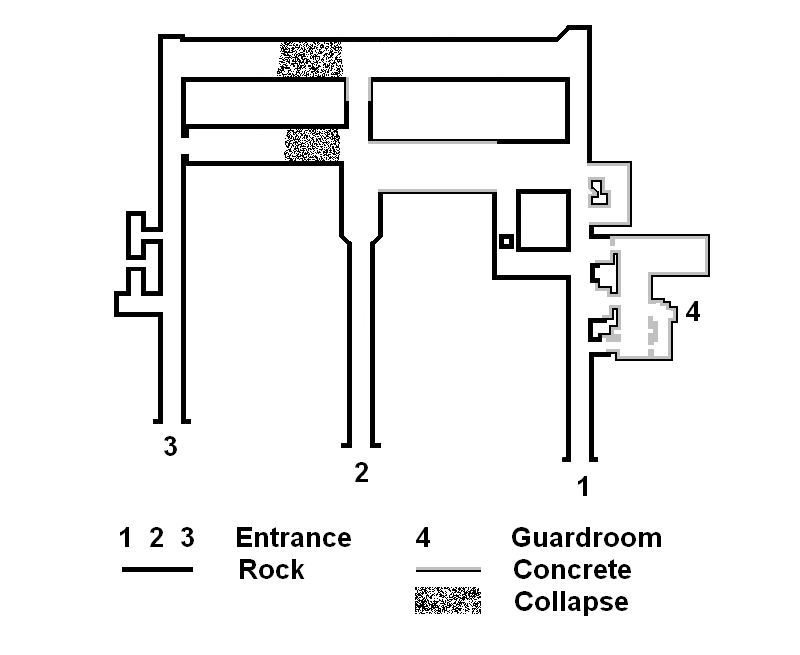
Plan complex Rzeczka
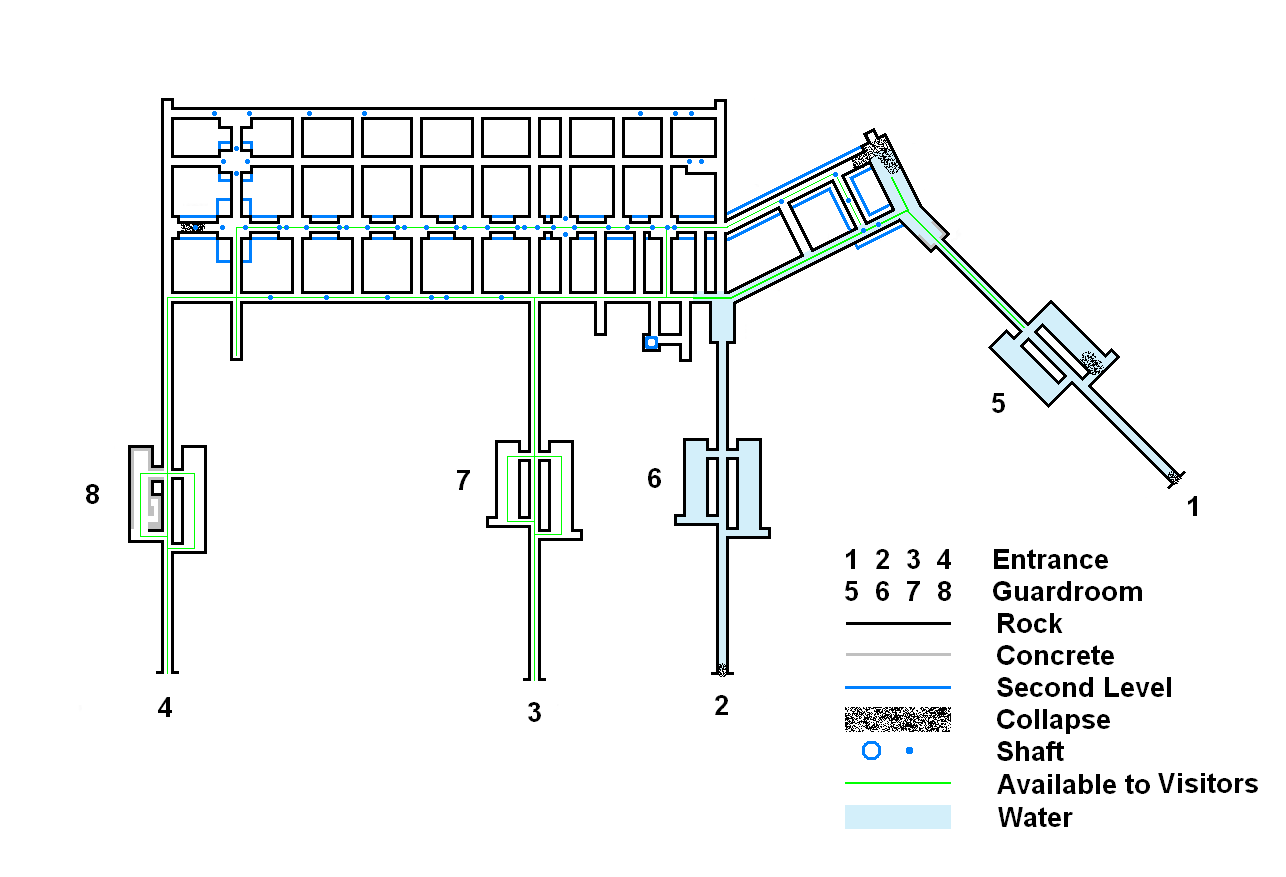
Plan complex Wlodarz
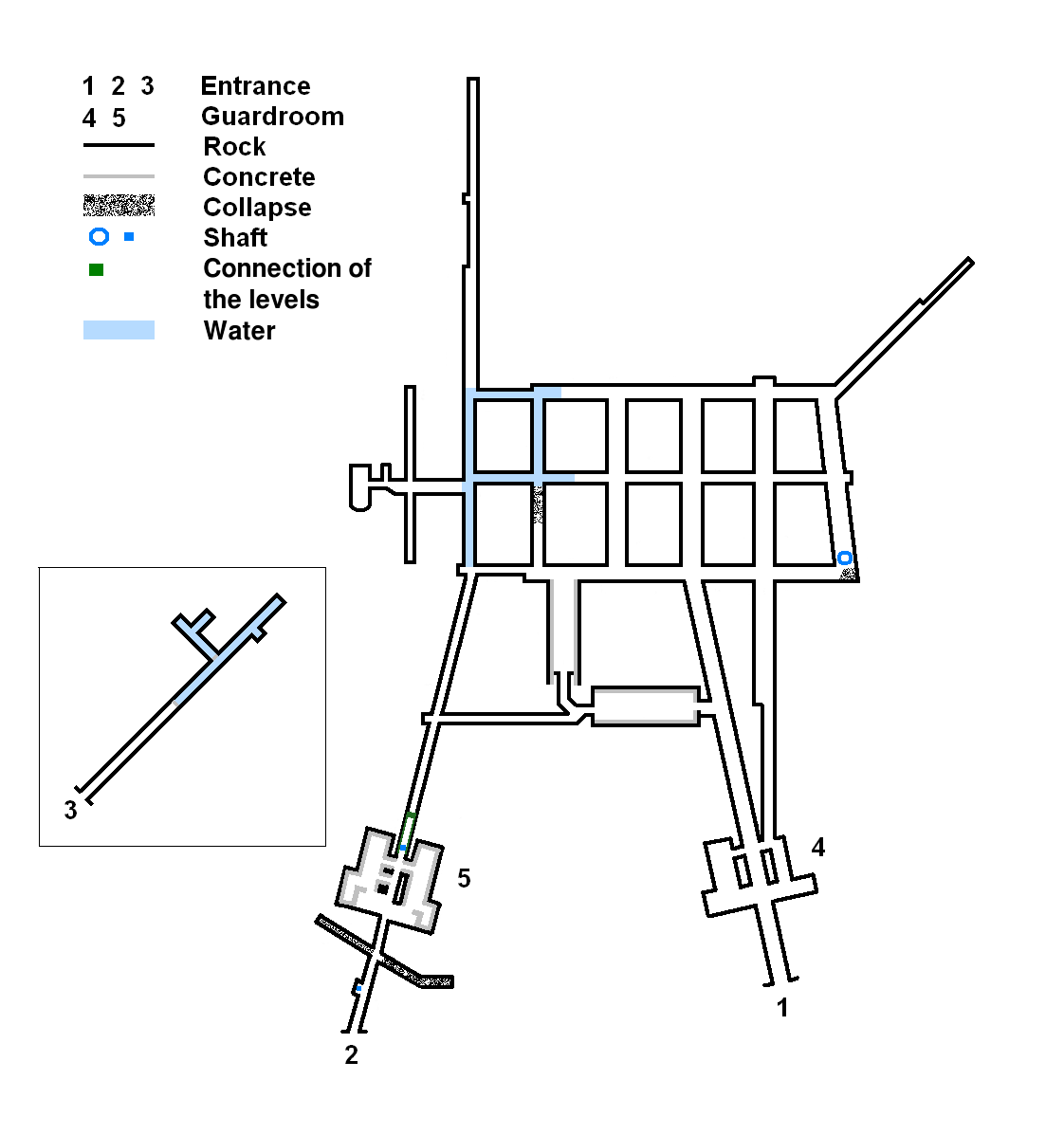
Plan complex Osowka
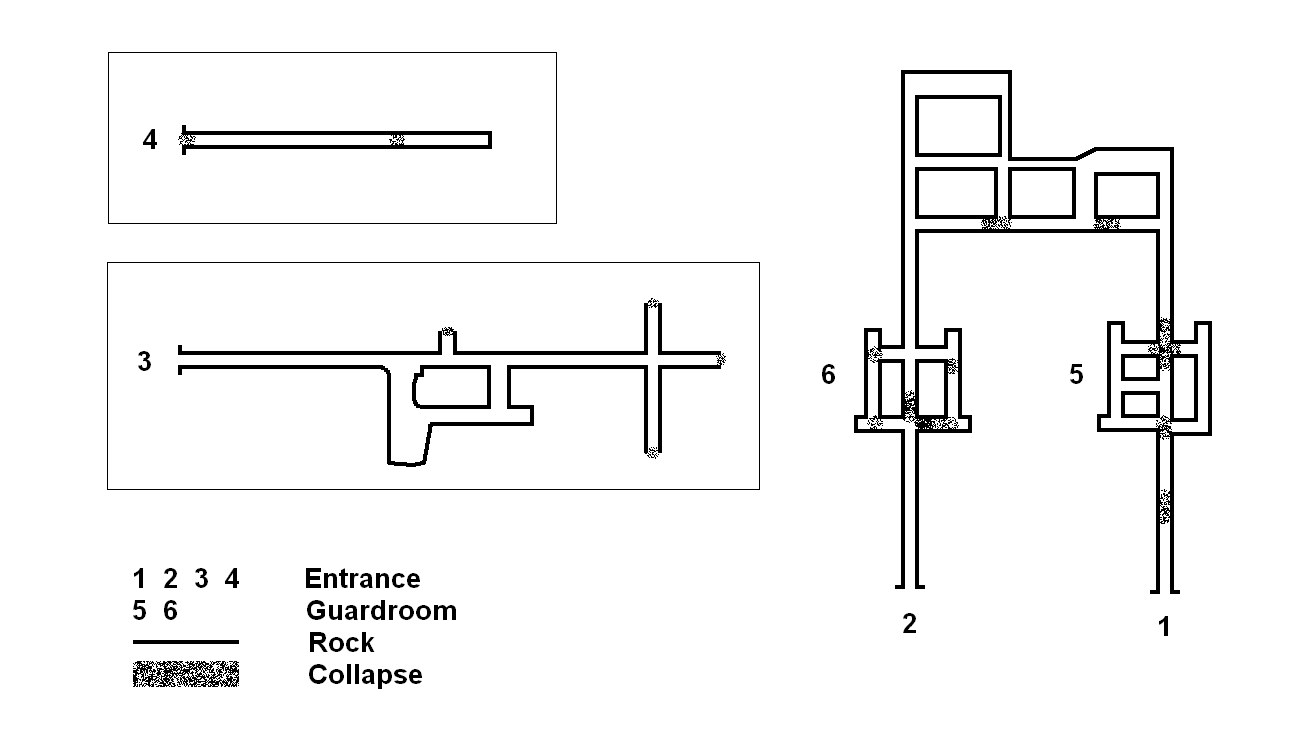
Plan complex Sokolec
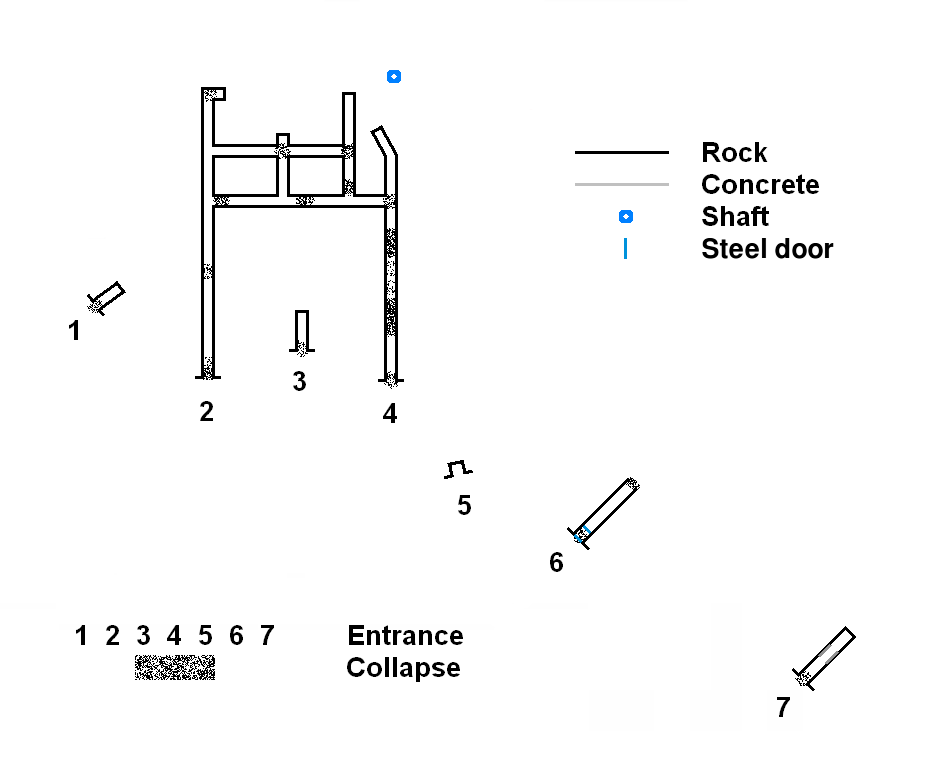
Plan complex Jugowice
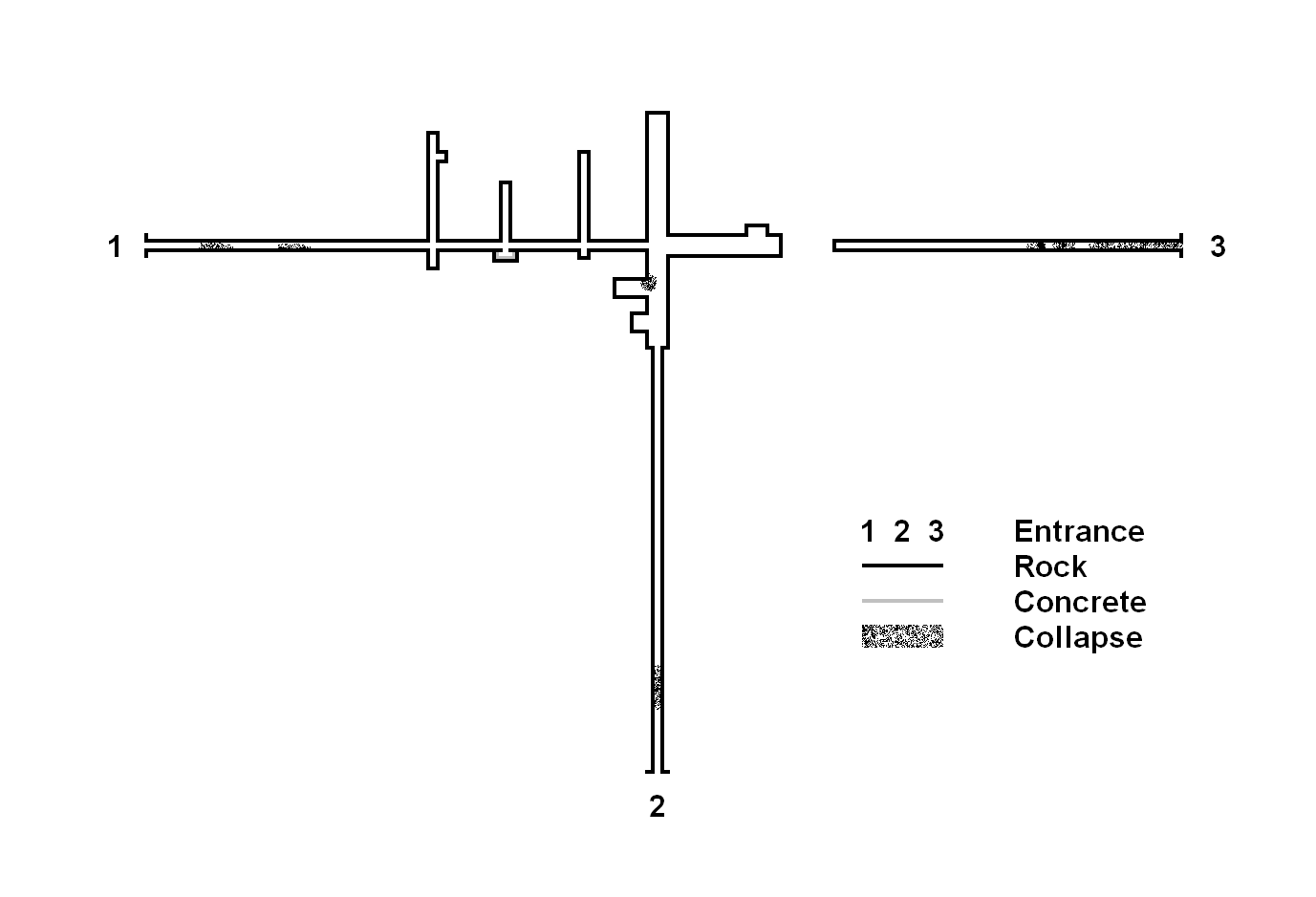
Plan complex Soboń
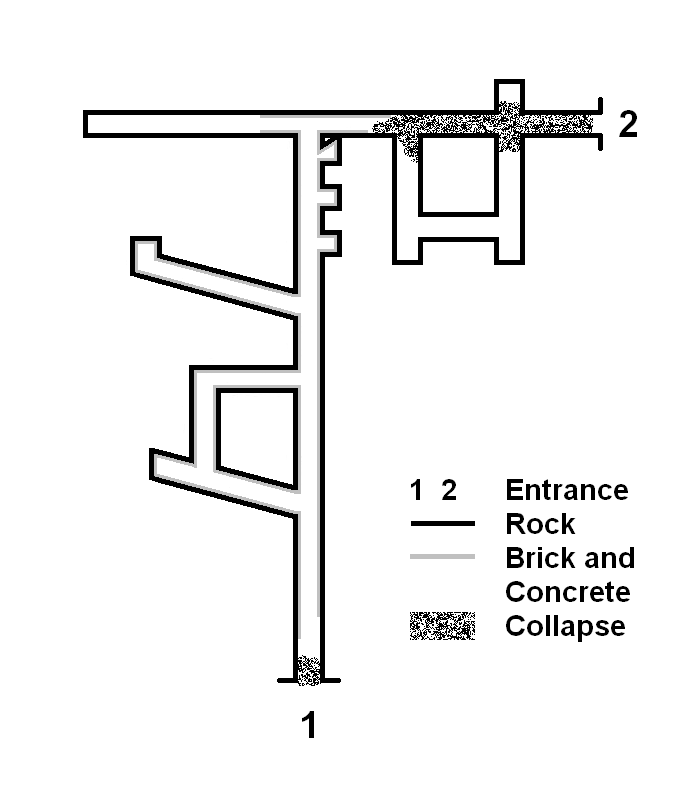
Plan schuilruimte Głuszyca

## Verder lezen
- Rdułtowski Bartosz, The Hunt for Wunderwaffe. Hitler’s Secret Weapon from the Owl Mountains, Wydawnictwo Technol, Kraków, 2012